# Sant Roc (Alacant)
|  | Per a altres significats, vegeu «Ermita de Sant Roc (Alacant)». |

Sant Roc és un barri d'Alacant, considerat el més típic de la ciutat. S'hi troba a la part més alta l'ermita de Sant Roc (del segle xvi) i l'església parroquial de Sant Roc, ambdós protegits com a béns immobles de rellevància local. Es considera Sant Roc com l'origen de la població urbana d'Alacant. Entre les entitats actives del nucli, destaca la confraria de San Roque.